# Penium digittus
Penium digittus là một loài Song tinh tảo trong họ Mesotaeniaceae, thuộc chi Penium.